# Jürgen Klinsmann
Jürgen Klinsmann (n. 30 iulie 1964, Göppingen, Republica Federală Germania, Germania) este un fotbalist german retras din activitate, care a jucat pe post de atacant la echipe ca Stuttgart, Inter Milano și Stuttgarter. Pe plan internațional, are prezențe la națională pentru Germania, Germania Sub-21⁠(d), Germania U23⁠(d) și Germania U16⁠(d). După încheierea carierei, a devenit antrenor, și a antrenat, printre altele, Echipa națională de fotbal a Statelor Unite ale Americii, Echipa națională de fotbal a Germaniei și Echipa națională de fotbal a Coreei de Sud.
A făcut parte din echipa care a câștigat Cupa Mondială în 1990 și Campionatul European în 1996. A fost unul dintre cei mai buni atacanți ai Germaniei în anii '90.
A condus echipa națională a Germaniei către locul trei la Campionatul Mondial din 2006.
Pe 12 iulie 2006 a renunțat la postul de antrenor al echipei naționale a Germaniei, lăsându-i locul antrenorului secund Joachim Löw. A fost numit antrenor la FC Bayern München în iulie 2008, când Ottmar Hitzfeld a preluat echipa Elveției. A fost concediat pe 27 aprilie 2009, cu toate că a câștigat 5 din ultimele 7 meciuri.
Din 2011 până în 2016 a fost antrenorul echipei naționale de fotbal a SUA.